# Ошитки
Оши́тки — колишнє село в Україні,  Вищедубечанському районі (територія нинішнього Вишгородського району Київської області). 
Затоплене у 1962 році під час створення Київського водосховища.

## Історичні відомості
За даними на 1859 рік у казенному селі Остерського повіту Чернігівської губернії мешкало 999 осіб (459 чоловічої статі та 540 — жіночої), налічувалось 169 дворових господарств, існувала православна церква.
Станом на 1886 у колишньому державному селі Жукинської волості мешкало 1201 особа, налічувалось 223 дворових господарства, існували православна церква, 2 постоялих будинки.
За переписом 1897 року кількість мешканців зросла до 1931 особи (916 чоловічої статі та 1015 — жіночої), з яких 1889 — православної віри.
Село було спалене під час Другої світової війни взимку 1943 року німецькими каральними загонами за підтримку партизанського руху. Відроджене по закінченню війни.
Основними промислами у селі були: рибальство, полювання, збирання ягід, бортництво.

## Сучасний стан
Поблизу затопленої території села розташоване мисливське господарство «Ошитки» Українського товариства мисливців і рибалок.

## Відомі особи
у селі в 1938 р. народився Науменко Іван Іларіонович — доктор технічних наук, професор, заслужений діяч науки і техніки України.